# Georg von Neumayer
Georg Balthasar von Neumayer (ur. 21 czerwca 1826 w Kirchheimbolanden, Palatynat, Niemcy, zm. 24 maja 1909 w Neustadt an der Weinstraße, Palatynat) – niemiecki geofizyk i badacz polarny.

## Życiorys
Studiował geofizykę i hydrografię w Monachium. Podróżował po Ameryce Południowej i Australii.
W 1858 założył w Melbourne Obserwatorium Flagstaff do badań geofizycznych i magnetyzmu ziemskiego, w którym prowadził systematyczne obserwacje magnetyczne w latach 1858–1864. Uczestniczył też w początkowej fazie tragicznej wyprawy transkontynentalnej Roberta Burke’a i Williama Willsa (1860–1861).
W 1879 r. przewodniczył Międzynarodowej Komisji Polarnej. W 1895 założył Niemiecką Komisję na rzecz Wyprawy na Biegun Południowy, która doprowadziła do Pierwszej Niemieckiej Ekspedycji Antarktycznej (1901–1903) pod kierownictwem Eryka Dagoberta von Drygalskiego na statku Gauss.
Jego imieniem nazwano: 
- niemiecką polarną stację badawczą „Georg-von-Neumayer-Station” (1981-1993) i nową stację, która ją zastąpiła „Neumayer-Station” (od 1993) położonych na lodowcu szelfowym Morza Weddella u wybrzeży Antaktydy.
- krater księżycowy
- planeteoidę
- kanał, naturalny przesmyk morski u wybrzeży Antarktydy